# Prosopofrontina rufipes
Prosopofrontina rufipes là một loài ruồi trong họ Tachinidae.